# Romy Schneider
Romy Schneider (született: Rosemarie Magdalena Albach-Retty) (Bécs, 1938. szeptember 23. – Párizs, 1982. május 29.) kétszeres César-díjas német–francia színésznő. Nevét viseli a Romy Schneider-díj és a Romy-díj.

## Élete

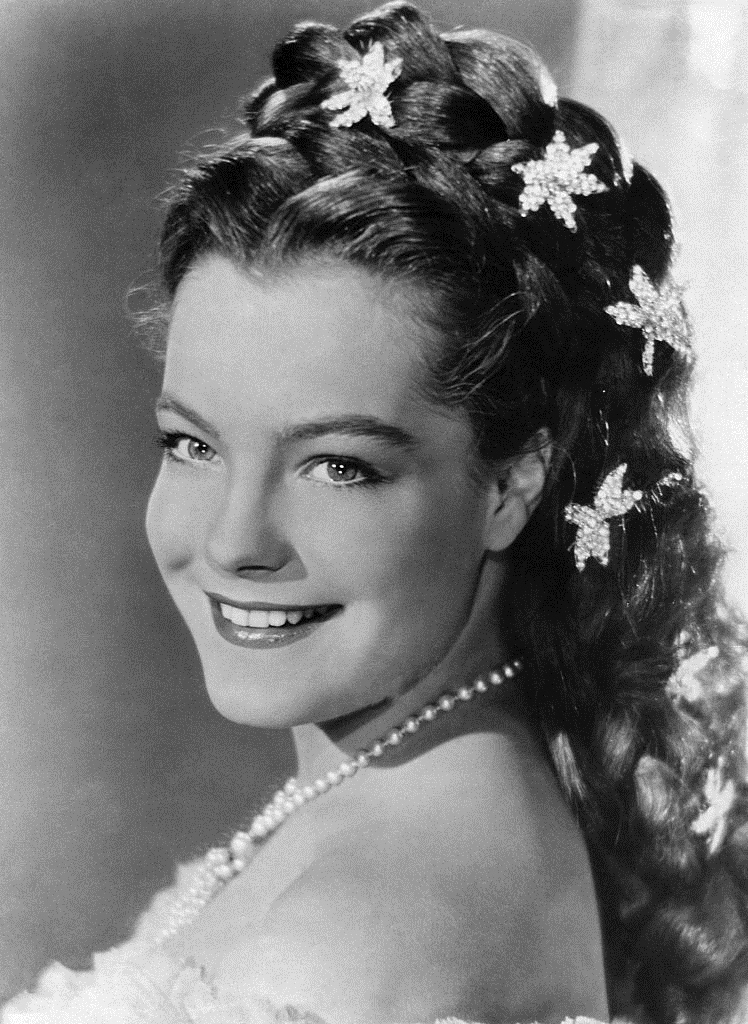
A Sissi című filmben (1955)

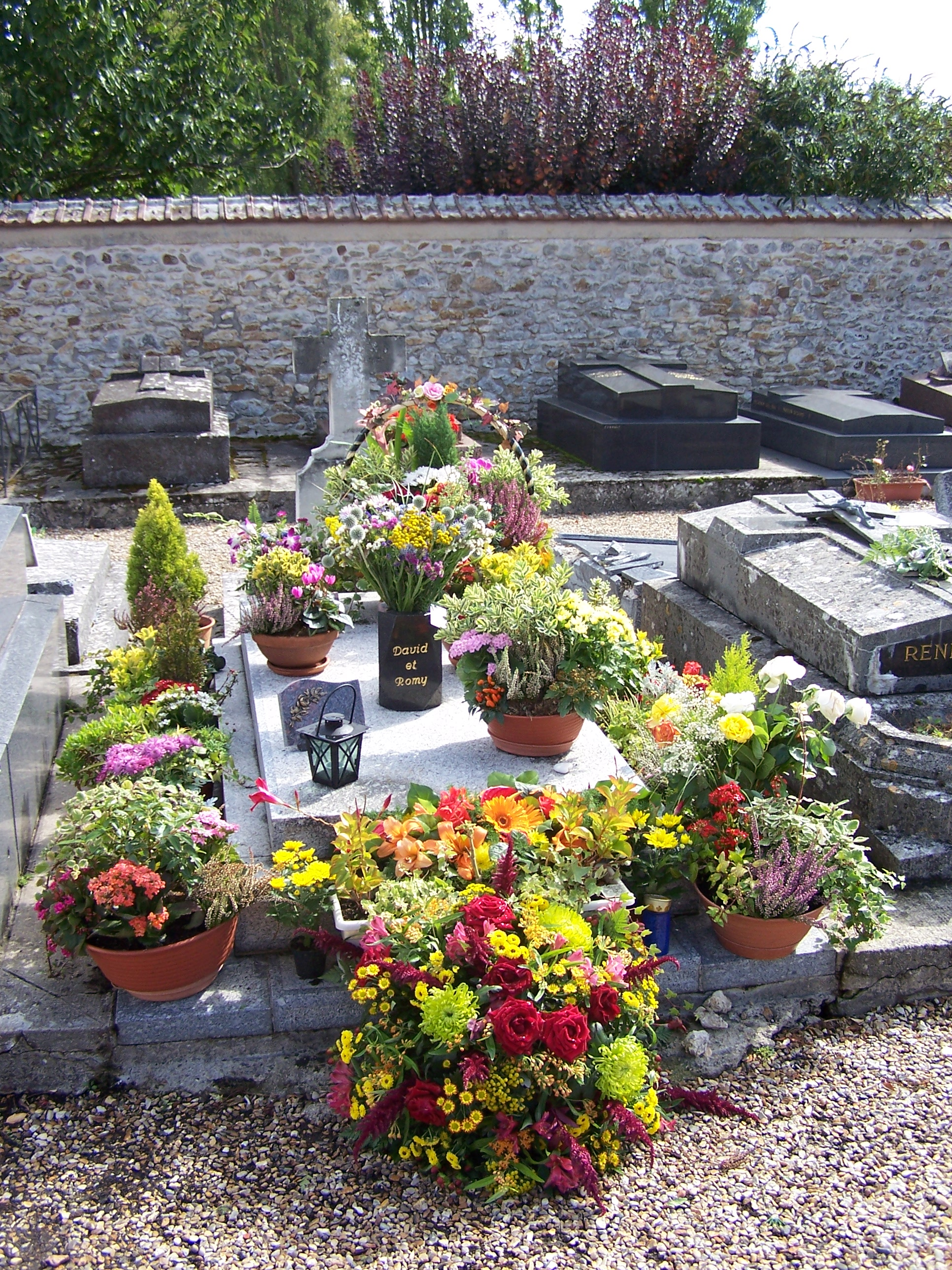
Sírja Boissy-sans-Avoir-ban

Színészcsaládba született. Apai nagyanyja, Rosa Albach-Retty, a Burgtheater színésznője, apja, Wolf Albach-Retty osztrák színész és anyja, Magda Schneider német színésznő. Édesapja még az Anschluss előtt kérte a német állampolgárságot, és tagja lett a Nemzetiszocialista Német Munkáspártnak. 
Romy bár Bécsben született, négyhetes korában a Berchtesgaden közelében fekvő Schönauba költözött a család, ahol nagy házat (Mariengrund) vettek. Magda szüleit hozta el Augsburgból, ők nevelték Romyt és a két évvel fiatalabb öccsét, Wolfit. Magda és Wolf 1943-tól külön éltek, 1945-ben hivatalosan is elváltak. Romy a falusi iskolába járt, 1949. július 1-jén a Salzburghoz közeli Elsbethenbe került, a középkori lovagvárban működő Goldenstein Intézet nevű egyházi leányiskolába és internátusba, amelyet az Ágostonos Kanonisszák vezettek. Ott tanulta meg a később sokat emlegetett legendás önfegyelmet. 
Amikor meghalt szeretett nagymamája, Omale (Nagyika), nem járt haza havonta, mint az intézet legtöbb növendéke, csak a nyári vakációt töltötte otthon. Anyja néhányszor meglátogatta, de dolgoznia kellett a család megélhetéséért. Apja egyetlenegyszer sem kereste fel az intézetben. De amikor Romy a filmvásznon látta őt, ezt írta naplójába: Színészi pályára kell lépnem. 1953 júliusában elhagyta az iskolát, de az apácákkal kapcsolatban maradt. Televíziókészüléket ajándékozott az iskolának, első gyermekének születését megtáviratozta a kedves nővéreknek. 
Romy tehetségesen rajzolt, iparművészeti iskolába készült, Kölnbe. A nyár folyamán édesanyja hívta telefonon, aki újabb film forgatására készült. A rendező javaslatára kérdezte Romyt, hogy lenne-e kedve eljátszani a filmbeli leányának szerepét. Romy boldogan beleegyezett. Kölnbe utazott anyjához, aki Hans Herbert Blatzheimmel kötött házasságot. Megdöbbenéssel látta a városban a háború még látható szörnyű pusztítását. Akkor jött rá, hogy a hegyek között alig érezték a háború borzalmait. Berlinben a próbafelvételek jól sikerültek és Romy a Wenn der weisse Flieder blüht („Amikor a fehér orgona virágzik”, 1953) című filmben debütált, 15 évesen. A film nagy sikert aratott, Romy dicsérő kritikákat kapott. Őstehetségnek tartották, mert színitanulmányok nélkül állt kamera elé.
Az első híres szerepe a Mädchenjahre einer Königin („Viktória – Egy királylány gyermekkora” Ernst Marischka, 1954) volt. Romy Schneider sikere folytatódott az Erzsébet császárné fiatalkoráról, s Ferenc József (Karlheinz Böhm) császárral való találkozásáról szóló osztrák filmmel (Sissi). Majd újabb két film követte a bajor hercegnő történetével, aki később Ausztria császárnéja lett („Az ifjú császárné”, „Sorsdöntő évek”).
Hamar belefáradt a „királylány” szerepébe, így a 4., s egyben utolsó Sissi-filmet már el sem vállalta, helyette a sokkal komorabb Christine (1958) című filmben játszott. E film forgatása alatt szeretett bele a francia Alain Delonba, aki szintén szerepelt a műben. Romy elhagyta Németországot, és Párizsba költözött Delonnal, s 1959-ben eljegyezték egymást. Ez volt az egyik kulcspontja mind magánéletének, mind karrierjének.
Romy Franciaországban maradt, s itt nyílt lehetősége megismerni Luchino Viscontit, akinek több filmes szerepét is köszönheti.
Magánélete nem volt zökkenőmentes: 1963-ban Delonnal felbontották az eljegyzést, s 1966-ban hozzáment Harry Meyen (1924–1979) német színész-rendezőhöz, majd 1975-ben elváltak. Meyen később öngyilkosságot követett el. Született egy fiuk, David Christopher Meyen (1966–1981). 1975-ben Romy összeházasodott Daniel Biasinivel, de 1981-ben tőle is elvált. Lányuk, Sarah Magdalena Biasini, aki  1977. július 21-én született, szintén színésznő lett.
Romy továbbra is együtt filmezett Alain Delonnal. A házasság és anyaság miatti szünet után újra ráébredt, hogy színésznőként akarja folytatni. „Ekkor” – emlékezett vissza később – „Alain felhívott, és azt kérdezte, épp kizárólagosan a férj és a gyerekek járnak-e az eszemben, vagy van-e kedvem filmezni.” A film, A medence (La Piscine) (1969) hatalmas szenzáció volt. Követte a Trockij meggyilkolása (1972) és Delon örök barátja, s támasza lett, még a színésznő életének legnehezebb időszakaiban is.
Bár úgy gondolta, örökre maga mögött hagyta a sziruposan romantikus Sissi-filmeket, Visconti kérésére még egyszer elvállalta Erzsébet szerepét a Ludwig (1972) című filmben, amely II. Lajos bajor király (Helmut Berger) életéről szól, s a császárné mint a király unokatestvére sokkal komplexebb, érettebb karakter benne, mint a régi filmekben.
1980-ban a Halál egyenes adásban (La mort en direct) című filmben szerepelt, amely D. G. Compton regénye alapján készült. Egy haldokló nőt játszott, akinek utolsó napjait megfigyelik egy újságíró (Harvey Keitel) szemszögéből. Romy utolsó filmje a A Sant Souci-i járókelő (La passante du Sans-Souci, 1982) volt.
14 éves fia, David 1981. július 5-én tragikus balesetben életét vesztette. Megpróbált átmászni mostohaapja szüleinek kerítésén, közben súlyosan megsérült. Leugrott a kerítésről, és bement a házba segítségért, de mire a mentők kiértek és kórházba vitték, túl sok vért vesztett, és meghalt. Fiának halála után Romy inni kezdett. 1982. május 29-én, 43 évesen párizsi lakásában holtan találták. Úgy gondolták öngyilkosságot követett el alkohol-túladagolással és altatótablettákkal, de a vizsgálatok kiderítették, hogy szívelégtelenségben halt meg.
A temetését követően kiderült, hogy élettársa, Laurent Petin nagy mennyiségű arany ékszer kíséretében temettette el, így sírrablók feltörték a sírját. Később újratemették biztosabb körülmények között.

## Filmjei

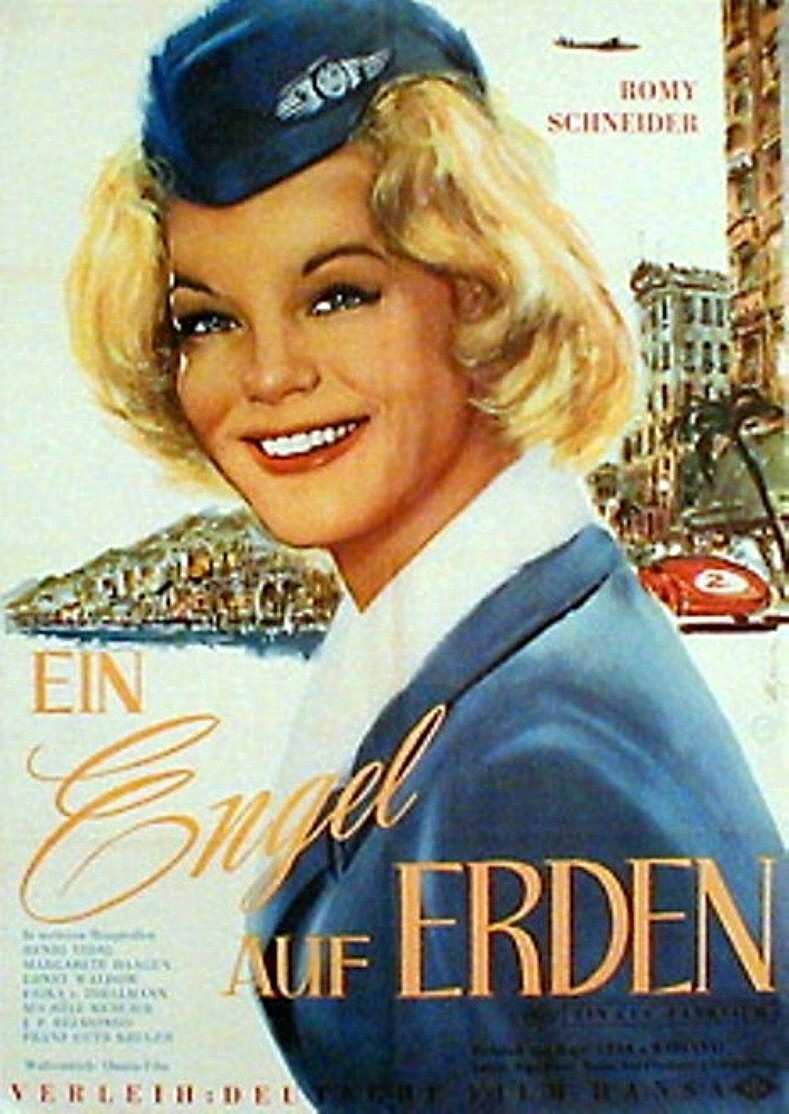
Az 1959-es Egy angyal a Földön c. film plakátján

- 1953: Wenn der weiße Flieder wieder blüht – Hans Deppe
- 1954: Tűzijáték (Feuerwerk) – Kurt Hoffmann
- 1954: Viktória – Egy királylány gyermekkora (Mädchenjahre einer Königin) – Ernst Marischka
- 1955: Tavaszi díszszemle (Die Deutschmeister) – Ernst Marischka
- 1955: Az utolsó ember (Der letzte Mann) – Harald Braun
- 1955: Sissi (Sissi – A magyarok királynéja) – Ernst Marischka
- 1956: Kitty und die große Welt – Alfred Weidenmann
- 1956: Sissi – Az ifjú császárné (Sissi – Die junge Kaiserin) – Ernst Marischka
- 1957: Robinson nem halhat meg (Robinson soll nicht sterben) – Báky József
- 1957: Monpti – Helmut Käutner (Vaszary Gábor regénye alapján)
- 1957: Sissi – Sorsdöntő évek (Sissi – Schicksalsjahre einer Kaiserin) – Ernst Marischka
- 1958: Tacskó (Scampolo) – Alfred Weidenmann
- 1958: Lányok egyenruhában (Mädchen in Uniform) – Radványi Géza
- 1958: Christine – Pierre Gaspard-Huit
- 1959: Die Halbzarte – Rolf Thiele
- 1959: Egy angyal a Földön (Ein Engel auf Erden) – Radványi Géza
- 1959: Die schöne Lügnerin – Axel von Ambesser
- 1959: Kátya (Katja, die ungekrönte Kaiserin / Katia) – Robert Siodmak
- 1960: Ragyogó napfény (Plein soleil) – René Clément
- 1962: Boccaccio ’70 – Luchino Visconti [11]
- 1962: Párbaj a szigeten (Le combat dans l’île) – Alain Cavalier
- 1962: A per (Le procès) – Orson Welles
- 1963: The Victors – Carl Foreman
- 1963: The Cardinal – Otto Preminger
- 1964: L’enfer (befejezetlen) – Henri-Georges Clouzot [12]
- 1964: Good Neighbor Sam – David Swift
- 1964: L’amour à la mer – Guy Gilles
- 1965: Mi újság, cicamica? (What’s New, Pussycat?) – Clive Donner
- 1966: A tolvaj (La voleuse) – Jean Chapot
- 1966: Nyáron, este fél tizenegykor (10:30 P.M. Summer) – Jules Dassin
- 1966: Keresztül-kasul (Triple Cross) – Terence Young
- 1968: Volt egyszer a vadnyugat (C’era una volta il West)
- 1969: A medence (La piscine) – Jacques Deray
- 1969: Banditák hálójában (Otley) – Dick Clement
- 1970: My Lover, My Son – John Newland
- 1970: Az élet dolgai (Les choses de la vie) – Claude Sautet
- 1970: Baleset a tengerparton (Qui?) – Léonard Keigel
- 1970: Bloomfield – Richard Harris
- 1970: La califfa – Alberto Bevilacqua
- 1971: Sátáni ötlet (Max et les ferrailleurs) – Claude Sautet
- 1972: Trockij meggyilkolása (The Assassination of Trotsky) – Joseph Losey
- 1972: César et Rosalie – Claude Sautet
- 1973: Ludwig – Luchino Visconti
- 1973: A vonat (Le train) – Pierre Granier-Deferre
- 1974: Le mouton enragé – Michel Deville
- 1974: Un amour de pluie – Jean-Claude Brialy
- 1974: Le trio infernal – Francis Girod
- 1975: A szeretet a legfontosabb (L’important c’est d’aimer) – Andrzej Żuławski
- 1975: Piszkoskezű ártatlanok (Les innocents aux mains sales) – Claude Chabrol
- 1975: A bosszú (Le vieux fusil) – Robert Enrico
- 1976: Mado – Claude Sautet
- 1976: Menekülés Görögországból (Une femme à sa fenêtre) – Pierre Granier-Deferre
- 1977: Csoportkép hölggyel (Gruppenbild mit Dame) – Aleksandar Petrović
- 1978: Egyszerű eset (Une histoire simple) – Claude Sautet
- 1979: Vérvonal (Bloodline) – Terence Young
- 1979: Női fény (Clair de femme) – Costa-Gavras
- 1980: Halál egyenes adásban (La mort en direct) – Bertrand Tavernier
- 1980: A bankárnő (La banquière) – Francois Girod
- 1981: Szerelmi lázálom (Fantasma d’amore) – Dino Risi
- 1981: Őrizetbevétel (Garde à vue) – Claude Miller
- 1982: A Sant Souci-i járókelő (La passante du Sans-Souci) – Jacques Rouffio

## Bibliográfia
- Hans-Jürgen Tast: Romy Schneider – Ein Leben auf Titelseiten Schellerten 2008 ISBN 978-3-88842-036-8
- Michael Töteberg: Romy Schneider, Rowohlt Verlag, 2009 ISBN 978-3-499-50669-7
- Alice Schwarzer: Romy Schneider – Mythos und Leben, Kiepenhauer & Witsch, Köln, 1998 ISBN 978-3-462-04055-5